# Douglas DC-8
De Douglas DC-8 is een verkeersvliegtuig van de Amerikaanse vliegtuigfabriek Douglas Aircraft Company. Het kan maximaal 189 passagiers vervoeren over een afstand van ruim 12.000 kilometer. Op 30 mei 1958 maakte een DC-8 de eerste vlucht. Er werden diverse versies gebouwd, met verschillende typen motoren. Het toestel verscheen later op de markt dan de Boeing 707 en had daardoor ook commercieel een achterstand. In 1972 werd de productie gestaakt.
Op 21 augustus 1961 doorbrak een Canadese Douglas DC-8 als eerste verkeersvliegtuig de geluidsbarrière.

## Nederland

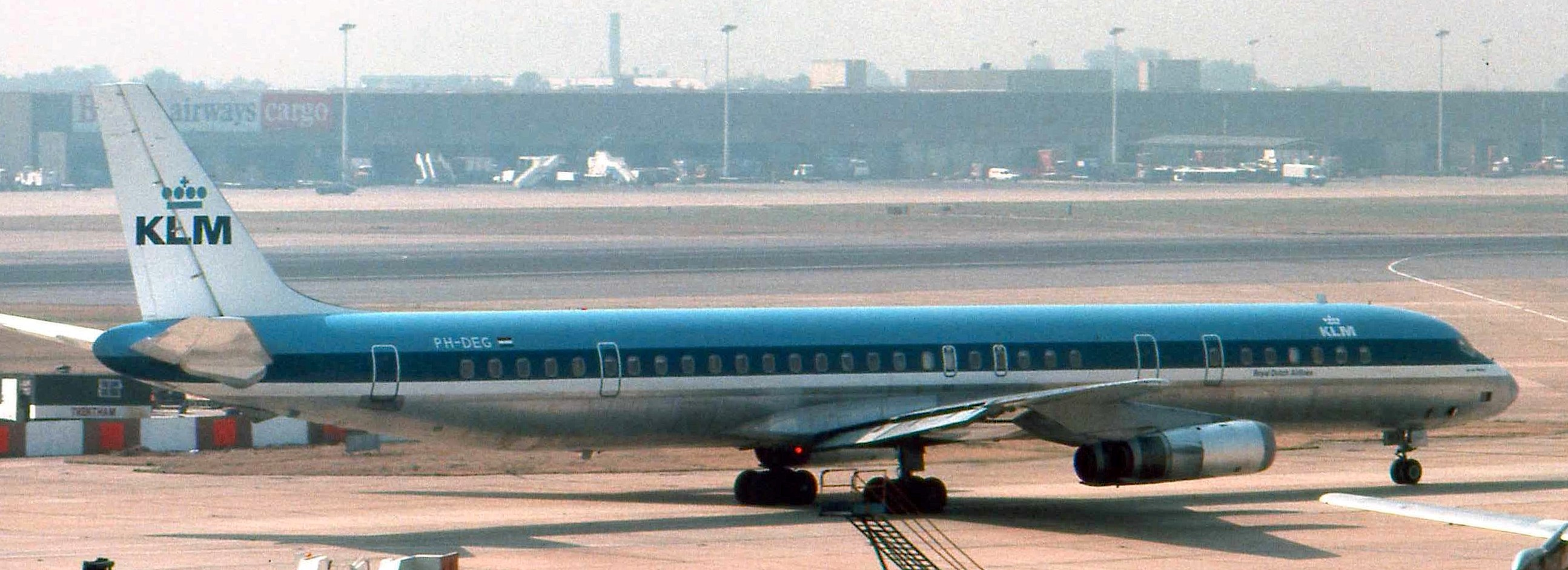
KLM DC-8 63, PH-DEG, “Jan van Riebeek” op Luchthaven Londen Heathrow, 1975

In Nederland vloog de KLM met een uitgebreide vloot van diverse DC-8-types die van 1960 tot 1986 dienstdeden in het gehele netwerk van de KLM. Martinair maakte tussen 1968 en 1978 ook gebruik van verschillende types DC-8. Nederlandse maatschappijen waren zeer te spreken over de DC-8, waar hij dan ook jarenlang in dienst bleef.

## Suriname
In Suriname vloog de SLM met een aantal DC-8'en, naast een aantal van KLM geleasede toestellen: N1806 (DC-8-62, c/n 45911/318), N4935C (DC-8-63, c/n 45931/391), en N1809E (DC-8-62, c/n 46107/498).
N1809E was vernoemd naar de Surinaamse zwemmer Anthony Nesty. Het vliegtuig verongelukte op 7 juni 1989 tijdens een mislukte poging om bij mist te landen op Johan Adolf Pengel International Airport.